# ヨシュコ・グヴァルディオール
ヨシュコ・グヴァルディオール（クロアチア語: Joško Gvardiol、クロアチア語発音: [jôʃko ɡʋârdioːl];, 2002年1月23日 - ）は、クロアチア・ザグレブ出身のサッカー選手。プレミアリーグ・マンチェスター・シティFC所属。クロアチア代表。ポジションはDF。

## 経歴

### ユース時代
アマチュアサッカー選手であった父に連れられて、7歳の時にNKトレシュニェヴカでサッカーを始めた。早くから頭角を現し、NKロコモティヴァ・ザグレブとNKディナモ・ザグレブが彼の獲得に興味を示したが、最終的には家族での相談の下、ディナモ・ザグレブに加入した。
当初はセントラル・ミッドフィールダーであったが、ダリボル・ポルドルガチュ監督によってセンターバックにコンバートされた。コンバートされると、マンチェスター・シティFC、リール、ボルシア・ドルトムント、RBライプツィヒ、アヤックス・アムステルダム、インテルナツィオナーレ・ミラノ、ASローマといったヨーロッパ中の強豪クラブが彼に興味を示した。2018-19シーズンにはUEFAユースリーグで主力として活躍、トップチームのネナード・ビェリツァ監督も2019年夏のプレシーズンではトップチームに招集した。7月2日の親善試合で初得点を記録。10月10日にはガーディアン紙のNext Generationでも紹介された。

### ディナモ・ザグレブ
2019年10月18日に行われたプルヴァHNLでマリオ・ガヴラノヴィッチに代わって途中出場し選手初出場。11月2日には2試合目の出場となったが、この試合で早くも得点を記録、アレン・ハリロヴィッチ、マテオ・コヴァチッチ、ニコ・クラニチャール、アンテ・チョリッチ、ティン・イェドヴァイに次いで歴代6位の若さでのリーグ戦得点記録となった。2020年6月25日に5年契約を締結した。7月5日のHNKリエカとのダービーマッチではディナモ・ザグレブの優勝が決まっていたのもあったが、彼はフランコ・アンドリヤーシェヴィッチのシュートを結局オウンゴールにしてしまったのもあり、2-0で敗北、イゴール・ヨビチェビッチ監督の首が飛んでしまった。
2020年8月26日に行われたUEFAチャンピオンズリーグ 2020-21 予選のCFRクルジュ戦ではケヴァン・テオフィール＝カトリーヌの退場を受けて54分にマリオ・ガヴラノヴィッチに代わって途中出場。試合はPK戦に縺れ込んだが、彼がペナルティキックを決めたため、ディナモ・ザグレブは勝利した。同月末から翌9月上旬にかけては、プレミアリーグに昇格してきたリーズ・ユナイテッドFCが2200万ユーロでオファーを出してきたが、彼はこのオファーを拒否した。9月16日のUEFAチャンピオンズリーグ2020-21 予選のフェレンツヴァーロシュTC戦では自分のミスからミルト・ウズニの決勝点を許してしまい、ディナモ・ザグレブはUEFAヨーロッパリーグ 2020-21 予選へと回る事になった。
同月28日、ブンデスリーガのRBライプツィヒが1600万ユーロ＋出来高の移籍金で2021年夏からの5年契約をオファーし移籍が成立した。この移籍金はクロアチア人の10代としては歴代最高値、クロアチア人ディフェンダーとして見てもデヤン・ロヴレン、ドゥイェ・チャレタ＝ツァルに次いで歴代3位の価格となった。10月22日、UEFAヨーロッパリーグ 2020-21グループリーグのフェイエノールト戦で出場し、UEFAヨーロッパリーグ初出場を記録した。11月16日には新型コロナウイルスの陽性反応が出たため、しばらく欠場となった。

### ライプツィヒ
2020年9月28日、2021年7月からの5年契約でRBライプツィヒへ移籍することが発表された。

### マンチェスター・シティ
2023年8月5日、プレミアリーグのマンチェスター・シティに完全移籍で加入した。移籍金は7700万ポンド（約140億円）とされ、これはディフェンダーとしてはハリー・マグワイアに次ぐ史上2番目の金額である。

## 代表経歴
U-14代表からクロアチア代表への選出歴がある。U-21代表には2019年10月に17歳で初招集。11月14日にリトアニアU-21代表戦で初出場を記録した。2020年10月8日のサンマリノU-21代表戦では最後の得点を記録し、10-0の歴代最大点差勝利記録に貢献した。
2021年、EURO2020を戦うメンバーに選出された。2022年11月9日、W杯カタール大会に臨むメンバーの1人に選ばれ、大会最高峰のパフォーマンスをみせていた矢先、準決勝のアルゼンチン戦ではリオネル・メッシを全く止めることが出来ずドリブルで翻弄され、アシストも決められた。「いつか自分の子供たちに『史上最高の選手と対戦したんだ』と伝えられるだろう。メッシとは昨シーズンに1度、クラブチームで対戦したことがあるんだけど、代表チームでプレーしている時の彼はその時とは全くの別人だったよ。僕にとっては非常に良い経験になったと思っている。次に対戦する時にはリベンジしたいね」と話した。3位決定戦のモロッコ戦で先制ゴールを奪い、チームは3位入賞を果たした。
UEFA EURO 2024に選出

## 人物
姓がペップ・グアルディオラに似ているため、中盤をこなしていたユース時代には「小さなペップ」と呼ばれていた。なお、グアルディオラとは現在、マンチェスター・シティで、監督と選手という関係である。

## 個人成績

### クラブ
2023年5月20日現在
| クラブ               | シーズン     | リーグ戦       | リーグ戦 | リーグ戦 | 国内カップ | 国内カップ | 国際大会 | 国際大会 | その他 | その他 | 合計 | 合計 |
| クラブ               | シーズン     | ディヴィジョン | 出場     | 得点     | 出場       | 得点       | 出場     | 得点     | 出場   | 得点   | 出場 | 得点 |
| -------------------- | ------------ | -------------- | -------- | -------- | ---------- | ---------- | -------- | -------- | ------ | ------ | ---- | ---- |
| ディナモ・ザグレブII | 2019-20      | ドルガHNL      | 3        | 0        | -          | -          | -        | -        | -      | -      | 3    | 0    |
| ディナモ・ザグレブII | 2020-21      | ドルガHNL      | 1        | 0        | -          | -          | -        | -        | -      | -      | 1    | 0    |
| ディナモ・ザグレブII | クラブ通算   | クラブ通算     | 4        | 0        | 0          | 0          | 0        | 0        | 0      | 0      | 4    | 0    |
| ディナモ・ザグレブ   | 2019-20      | プルヴァHNL    | 11       | 1        | 1          | 0          | 0        | 0        | -      | -      | 12   | 1    |
| ディナモ・ザグレブ   | 2020-21      | プルヴァHNL    | 25       | 2        | 2          | 0          | 13       | 1        | -      | -      | 40   | 3    |
| ディナモ・ザグレブ   | クラブ通算   | クラブ通算     | 36       | 3        | 3          | 0          | 13       | 1        | 0      | 0      | 52   | 4    |
| ライプツィヒ         | 2021-22      | ブンデスリーガ | 29       | 2        | 5          | 0          | 12       | 0        | -      | -      | 46   | 2    |
| ライプツィヒ         | 2022-23      | ブンデスリーガ | 30       | 1        | 5          | 0          | 6        | 2        | 1      | 0      | 42   | 3    |
| ライプツィヒ         | クラブ通算   | クラブ通算     | 59       | 3        | 10         | 0          | 18       | 2        | 1      | 0      | 88   | 5    |
| キャリア通算         | キャリア通算 | キャリア通算   | 99       | 6        | 13         | 0          | 31       | 3        | 1      | 0      | 144  | 9    |

### 代表
出場大会
- U-21クロアチア代表

2021年 - UEFA U-21欧州選手権2021 (ベスト8)
- クロアチア代表

2021年 - UEFA EURO 2020 (ベスト16)
2022年 - 2022 FIFAワールドカップ (3位)
試合数
2024年1月1日現在
- 国際Aマッチ 27試合2得点（2021年 - ）[40]

| クロアチア代表 | 国際Aマッチ | 国際Aマッチ |
| 年             | 出場        | 得点        |
| -------------- | ----------- | ----------- |
| 2021           | 9           | 1           |
| 2022           | 10          | 1           |
| 2023           | 8           | 0           |
| 2024           |             |             |
| 通算           | 27          | 2           |

得点数
| # | 開催日         | 開催地                               | 対戦国   | スコア | 結果 | 大会                          |
| - | -------------- | ------------------------------------ | -------- | ------ | ---- | ----------------------------- |
| 1 | 2021年10月8日  | ラルナカ、AEKアレナ                  | キプロス | 0-2    | 0-3  | 2022 FIFAワールドカップ・予選 |
| 2 | 2022年12月17日 | ライヤーン、ハリーファ国際スタジアム | モロッコ | 1-0    | 2-1  | 2022 FIFAワールドカップ       |